# Halosimplex
Genre
Espèces de rang inférieur
- Halosimplex carlsbadense

Halosimplex est un genre d'archées halophiles de la famille des Halobacteriaceae.